# Сен-Жюст-сюр-Вьор
Сен-Жюст-сюр-Вьор (фр. Saint-Just-sur-Viaur, окс. Sent Just de Viaur) — коммуна во Франции, находится в регионе Окситания. Департамент — Аверон. Входит в состав кантона Носель. Округ коммуны — Родез.
Код INSEE коммуны — 12235.
Коммуна расположена приблизительно в 530 км к югу от Парижа, в 95 км северо-восточнее Тулузы, в 30 км к юго-западу от Родеза.

## Население
Население коммуны на 2008 год составляло 204 человека.
| 1962 | 1968 | 1975 | 1982 | 1990 | 1999 | 2008 |
| ---- | ---- | ---- | ---- | ---- | ---- | ---- |
| 388  | 427  | 348  | 308  | 267  | 222  | 204  |

## Экономика

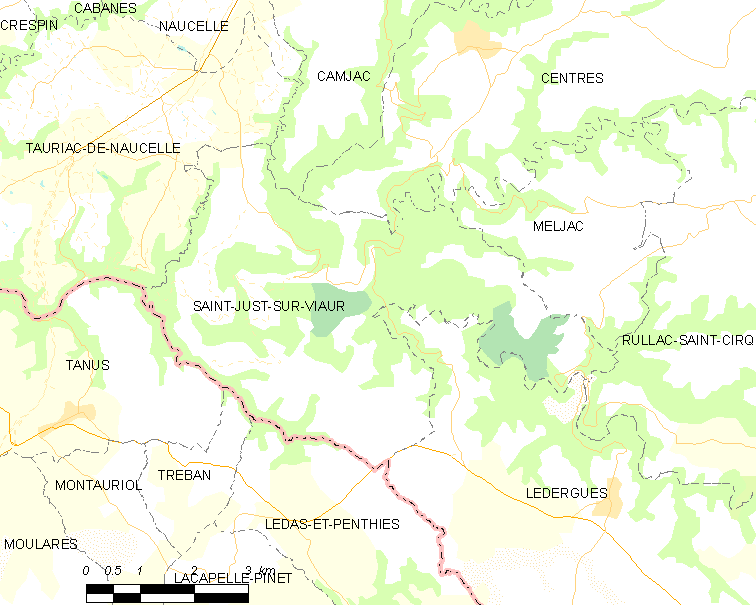
Карта коммуны

В 2007 году среди 108 человек в трудоспособном возрасте (15—64 лет) 82 были экономически активными, 26 — неактивными (показатель активности — 75,9 %, в 1999 году было 67,8 %). Из 82 активных работали 80 человек (46 мужчин и 34 женщины), безработными были 2 мужчин. Среди 26 неактивных 4 человека были учениками или студентами, 18 — пенсионерами, 4 были неактивными по другим причинам.